# アルファベット作戦

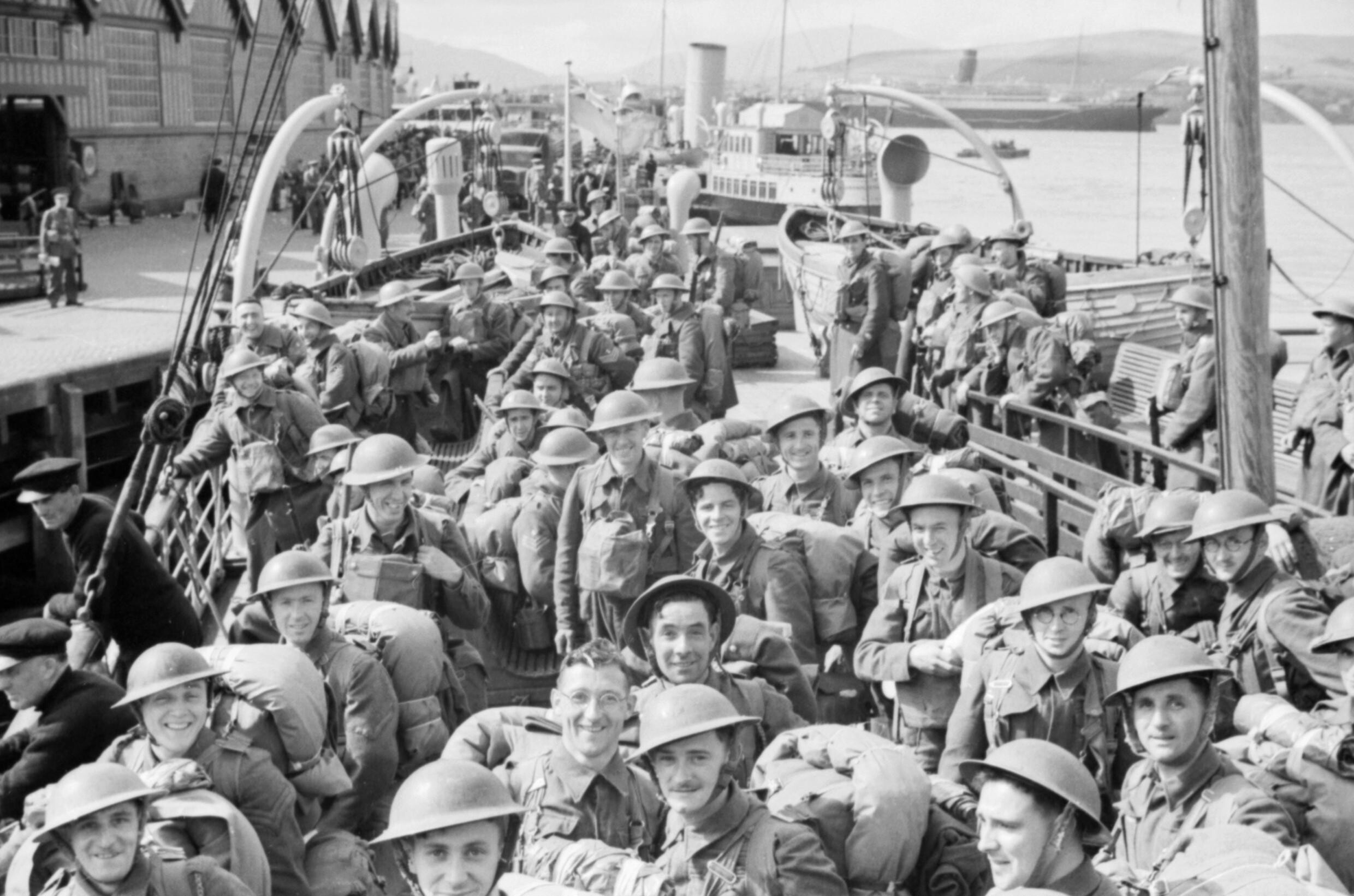
グリーノックへ撤退したイギリス軍、1940年6月

アルファベット作戦（アルファベットさくせん、Operation Alphabet）は、第二次世界大戦中の1940年6月初めに実施された、ノルウェー北部（ナルヴィク、ハーシュタ、トロムソ）からの連合国軍（イギリス、フランス、ポーランド）の撤退作戦。撤退は6月8日に完了した。この作戦で兵士2万4500名がノルウェーから撤収した。

## 概要
1940年4月、連合国軍とドイツ軍はそれぞれノルウェーへの侵攻を開始し、ナルヴィクの戦いにおいては連合国軍が優勢であった。しかし1940年5月10日、ドイツ軍がベルギー、オランダ、ルクセンブルク、フランスへの侵攻を開始したことにより、英仏にとってスカンジナビア半島は副次的戦域となり、撤退が促された。
部隊の最終的な撤退から数日後の夜、ナルヴィクの住民はイギリス海軍のパトリック・ダルゼル＝ジョブ中尉によって救出された。命令に対して、彼はドイツ軍の報復爆撃の直前に人々を移動させるため、地元の釣り船を組織化した。町は大きく破壊されたが、死者はわずか4人であった。イギリス海軍はダルゼル＝ジョブに規律を守らせようとしたが、それはできず、後にノルウェー国王ホーコン7世に聖オーラヴ勲章を与えられた。戦争の後半、彼はイアン・フレミングに仕えた。多くの出典が、ダルゼル＝ジョブがジェームズ・ボンドの元となった人物として挙げている。
連合国軍がノルウェーから撤退した結果、スウェーデン、フィンランドに対するドイツの影響力は圧倒的優位になり、両国は、貿易でもドイツに大幅に依存するようになった。
1941年6月には、対ソ戦争のため完全武装のドイツ第163歩兵師団をノルウェー南部からフィンランド中部へ輸送するのに、スウェーデン領内の鉄道利用が認められたが、これは、スウェーデンの中立政策からの大幅な逸脱であった。